# Torre di Campolato
La torre di Campolato o rocca di Campolato, o, localmente, torre di Sant'Eleuterio, "torre del Pedaggio" e "torre saracena", è un'antica fortificazione di Arce, posta sul confine tra lo Stato Pontificio e il Regno di Napoli, nelle vicinanze di un antico guado sul fiume Liri, in località  Sant'Eleuterio o  Campostefano, anticamente  Campolato,  Campo Lauterio o  Lauterium.

## Storia
Anticamente nella campagna circostante esisteva un vicus romano o forse un pagus denominato  Laterium, citato anche da Cicerone perché qui erano delle proprietà del fratello Quinto. 
La costruzione è in buono stato di conservazione, oggetto di un recente restauro, ma non più abitabile. Si tratta di una torre e di un edificio a pianta quadrata, costruiti dai re di Napoli in età angioina. La località oltre ad essere un presidio militare fungeva anche da dogana mercantile fra le Due Sicilie e lo Stato Pontificio. La prima testimonianza storica che attesta l'esistenza di una torre è abbastanza recente, risale al 1431, in una bolla di papa Eugenio IV rivolta all'abate di Montecassino perché costui fosse clemente nei confronti di alcuni ribelli del Lazio meridionale che avevano occupato il presidio militare di  Campolato.

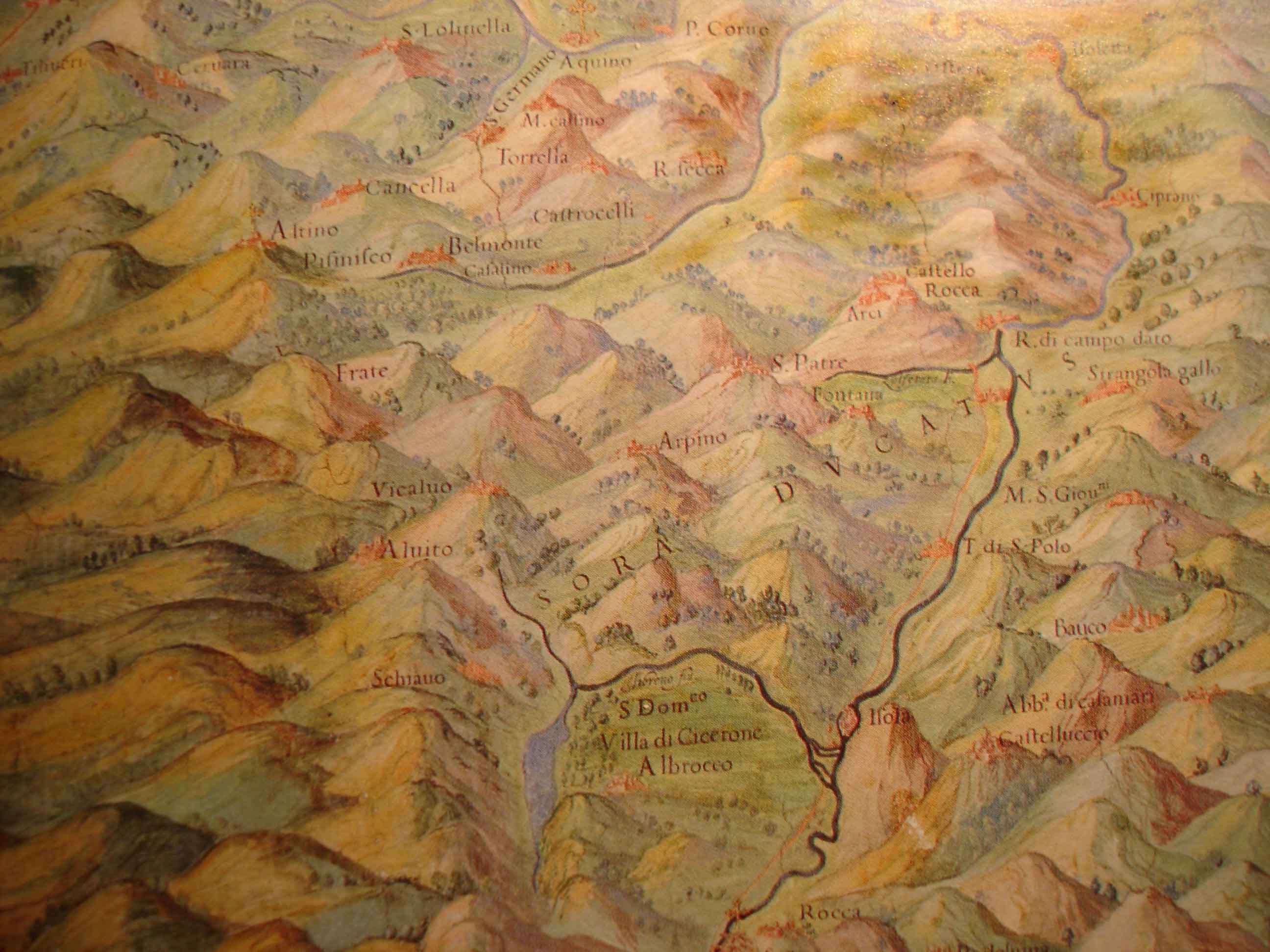
Campolato («R. di campo dato») in una mappa del ducato di Sora, presso Arce

Nel 1584 risulta parte, con il Castello di Isoletta, del patrimonio ducale dei Boncompagni, come posta e presidio di confine del ducato di Arce, allora integrato nel ducato di Sora.